# 玄關帝廟
22°28′36″N 114°00′20″E / 22.47667°N 114.00556°E

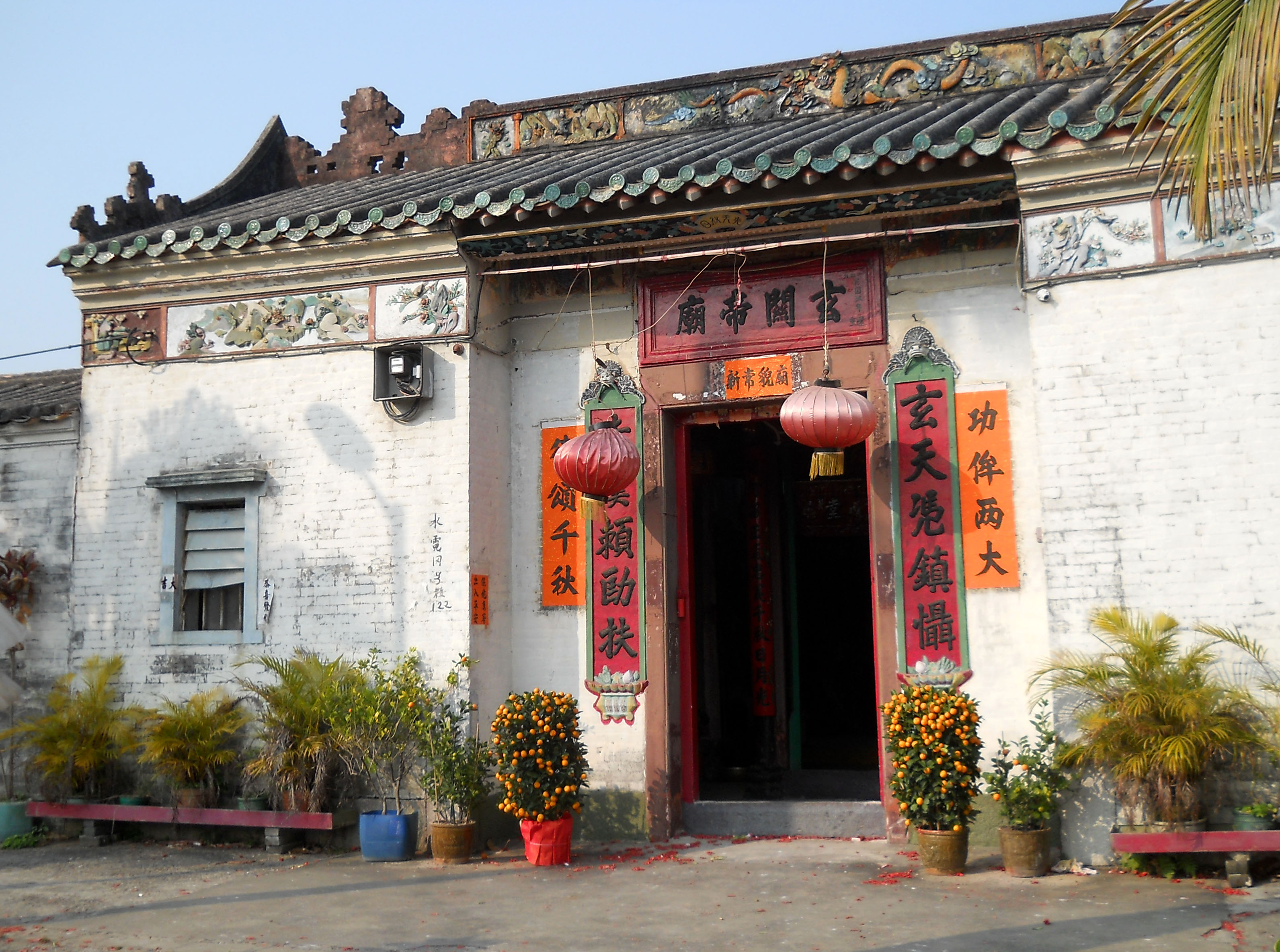
玄關帝廟

玄關帝廟位於香港新界元朗厦村輞井圍，由輞井圍與輞井村兩村共同擁有，主要用作供奉玄天上帝和武帝，偏殿有觀音與土地公，廟內四大元帥則是「康、殷、馬、趙」，造型上，殷元帥手執有三义的大玲，原名為殷郊，商紂王之太子，封為「太歲大威至德元帥」，站於北帝左方第一位；左方第二位則是眾所周知的馬靈耀元帥，即「華光元帥」，身穿金甲背五峰，右手持方天㦸，左手持金磚，三眼白臉；對面即北帝右方第一位是趙元帥，即趙公明，其造型較為突出，身穿金甲背五峰，黑臉怒目，手執竹節鐧；右方第二位是康元帥，即康席，手持像是一個瓜鎚，被封為「仁聖元帥」。廟內銅鐘，刻著清朝康熙三十二（1693），因此推算廟於1693年建成。1994年被評為香港一級歷史建築，2013年4月17號確定其評級。現被提議評其為香港一級歷史建築。
此廟被多次裝修，並成功獲批資助。
玄關帝廟前有一個古井，聽聞這六角水井，是為了紀念輞井村舉中鄧渭熊考中舉人，另一個說法是水井為清初遷海復界之後（1662年－1669年），由回流的鄧氏族人挖掘，之後族人就在井附近開墾土地，建立了輞井圍，村民為酬謝神恩，於是在井口前面建了玄關帝廟。
每次厦村鄉舉行打醮時，皆恭請輞井玄天上帝參加。北帝會乘坐神轎前往，此轎歷史亦有百多年，現安放在廟內一隅。

## 外部連結
- 元朗辋井围玄关帝庙 （页面存档备份，存于）